# Tropical TV
Tropical TV é uma emissora de televisão brasileira sediada em Boa Vista, capital do estado de Roraima. Opera no canal 10 (38 UHF digital) e é afiliada à RedeTV!. A emissora faz parte da Rede Tropical de Comunicação, grupo de comunicação dos políticos Luciano Castro e Mozarildo Cavalcanti, que também controlam as rádios Tropical FM de Boa Vista, Rede Aleluia de Boa Vista.

## História
A Tropical TV foi fundada em 11 de outubro de 1991, como TV Tropical e com afiliação ao SBT.
Em 2008, a emissora deixou de produzir programação local, tendo sua programação composta apenas  com flashes informativos durante a programação do SBT.
Em 2020, o nome da emissora foi alterado de TV Tropical para Tropical TV.
Em 29 de março de 2021, foi anunciado que a emissora iria mudar de afiliação deixando o SBT depois de 29 anos de afiliação com a emissora e indo para a RedeTV!.
Em 1º de abril de 2021, a Tropical TV deixou de retransmitir a programação do SBT e se  afiliando a RedeTV!, trocando sua afiliação com a TV Norte Boa Vista que foi para o SBT.